# Sender Altenahr
Der Sender Altenahr ist ein Füllsender des Südwestrundfunks (ehemals des Südwestfunks) für Hörfunk. Er befindet sich nördlich des Steinerbergs auf der Gemarkung der Gemeinde Mayschoß. Er versorgt primär das obere Ahrtal.
Seit 1986 werden die UKW-Frequenzen 88,5 (SWR 1), 93,3 (SWR 4) und 99,4 (SWR 3) MHz ausgestrahlt. Am 26. Februar 1999 wurde die neu koordinierte Frequenz 92,1 MHz für SWR 2 (heute SWR Kultur) aufgeschaltet. Die Programme werden per Ballempfang zugeführt. SWR 1 und SWR 2 werden vom Sender Bad Marienberg empfangen. SWR 3 und SWR 4 vom Sender Linz.

## Frequenzen und Programme

### Analoger Hörfunk (UKW)
| Frequenz (MHz) | Programm             | RDS PS   | RDS PI | Regionalisierung     | ERP (kW) | Antennendiagramm rund (ND)/gerichtet (D) | Polarisation horizontal (H)/vertikal (V) |
| -------------- | -------------------- | -------- | ------ | -------------------- | -------- | ---------------------------------------- | ---------------------------------------- |
| 88,5           | SWR1 Rheinland-Pfalz | SWR1_RP_ | D3A1   | −                    | 0,100    | D                                        | H                                        |
| 92,1           | SWR Kultur           | SWR_Kult | D3A2   | Rheinland-Pfalz      | 0,300    | D                                        | H                                        |
| 93,3           | SWR4 Rheinland-Pfalz | SWR4_KO_ | D6A4   | Koblenz              | 0,100    | D                                        | H                                        |
| 99,4           | SWR3                 | __SWR3__ | D3A3   | Rheinland-Pfalz/Köln | 0,100    | D                                        | H                                        |

### Analoges Fernsehen (PAL)
Vor der Umstellung auf DVB-T diente der Sendestandort weiterhin für analoges Fernsehen:
| Kanal | Frequenz (MHz) | Programm                      | ERP (kW) | Richtcharakteristik rund (ND)/ gerichtet (D) | Polarisation horizontal (H)/ vertikal (V) |
| ----- | -------------- | ----------------------------- | -------- | -------------------------------------------- | ----------------------------------------- |
| 48    | 687,25         | Das Erste (SWR)               | 0,09     | D                                            | H                                         |
| 41    | 631,24         | SWR Fernsehen Rheinland-Pfalz | 0,03     | D                                            | H                                         |
| 22    | 479,25         | ZDF                           | 0,02     | D                                            | H                                         |

### Digitales Radio (DAB)
Seit dem 11. Juni 2024 um 13:00 Uhr werden die SWR-Programme vom Standort Oberes Ahrtal auch über DAB+ im Kanal 11A gesendet. Durch die Inbetriebnahme des Standortes verbessert sich die DAB+-Versorgung entlang der L85 zwischen Ahrbrück und Staffel sowie der L90 zwischen Kesseling und Weidenbach.
| Block                                       | Programme (Datendienste) | ERP (kW) | Antennen- diagramm rund (ND), gerichtet (D) | Polarisation horizontal (H)/ vertikal (V) | Gleichwellennetz (SFN) |
| ------------------------------------------- | --- | -------- | ------------------------------------------- | ----------------------------------------- | --- |
| 11A SWR RP (D__00217) (seit dem 11.06.2024) | - SWR1 RP (96 kbps) - SWR Kultur (96 kbps) - SWR3 (Rheinland-Pfalz) (96 kbps) - SWR4 KL (88 kbps) - SWR4 KO (88 kbps) - SWR4 LU (88 kbps) - SWR4 MZ (88 kbps) - SWR4 TR (88 kbps) - DASDING (96 kbps) - SWR Aktuell (72 kbps) - bigFM (72 kbps) - RPR1. (überregional) (72 kbps) - Rockland Radio (überregional) (72 kbps) - EPG (24 kbps) - TPEG (16 kbps) | 2        | D                                           | V                                         | - Region Kaiserslautern: Bornberg, Kaiserslautern (Rotenberg), Kettrichhof, Zweibrücken - Region Koblenz: Ahrweiler (Schöneberg), Alf-Bullay, Altenahr (Oberes Ahrtal), Bad Marienberg, Betzdorf (Weißenstein), Diez, Koblenz (Dieblich-Waldesch), Linz am Rhein - Region Ludwigshafen: Weinbiet - Region Mainz: Bad Kreuznach (Bad Münster am Stein), Donnersberg, Mainz-Kastel, Oberdiebach (Lorch) - Region Trier: Bitburg, Bleialf, Daleiden, Haardtkopf, Idar-Oberstein, Kirn, Palzem, Schartenberg (Eifel), Niedersgegen, Saarburg, Traben-Trarbach, Trier (Markusberg) |